# گرگی کاراچونی
گرگی کاراچونی (مجاری: Karácsony Gergely؛ زادهٔ ۱۱ ژوئن ۱۹۷۵) سیاست‌مدار اهل مجارستان و شهردار بوداپست است.